# Thank U
Thank U — первый сингл Аланис Мориссетт с альбома 1998 года Supposed Former Infatuation Junkie. Сингл вышел 13 октября 1998 года. В 2000 году песня была номинирована на «Грэмми» в категории «Лучшее женское поп-исполнение».

## История и композиция
Мориссетт написала «Thank U» после своей поездки в Индию в 1997 году. Песня выражает искреннюю благодарность, которую она испытывала в то время.

## Видеоклип
В видеоклипе показана обнажённая Мориссетт с длинными волосами, прикрывающими грудь. Она гуляет и её обнимают незнакомцы в разных публичных местах: на улице, в супермаркете, в метро. В мае 2001 года VH1 назвал клип одним из «100 лучших видеоклипов» (№ 66).

## Список композиций
1. «Thank U» (album version) — 4:19
2. «Pollyanna Flower» (unreleased bonus track) — 4:07
3. «Uninvited» (demo) — 3:04

## Позиции в чартах
Песня попала на вторую строчку чарта Hot 100 Airplay и на 17-ю строчку чарта Billboard Hot 100. «Thank U» — самый успешный сингл Мориссетт после эпохи Jagged Little Pill.
| Чарт (1998)                       | Наивысшая позиция |
| --------------------------------- | ----------------- |
| Австралия                         | 15                |
| Австрия                           | 10                |
| Canadian Singles Chart            | 1                 |
| Нидерланды                        | 8                 |
| Новая Зеландия                    | 2                 |
| Норвегия                          | 3                 |
| Швеция                            | 49                |
| Швейцария                         | 18                |
| U.S. Billboard Hot 100            | 17                |
| U.S. Billboard Modern Rock Tracks | 12                |
| U.S. Billboard Adult Top 40       | 1                 |
| U.S. Billboard Top 40 Mainstream  | 2                 |
| UK Singles Chart                  | 5                 |